# Mammoth Hot Springs

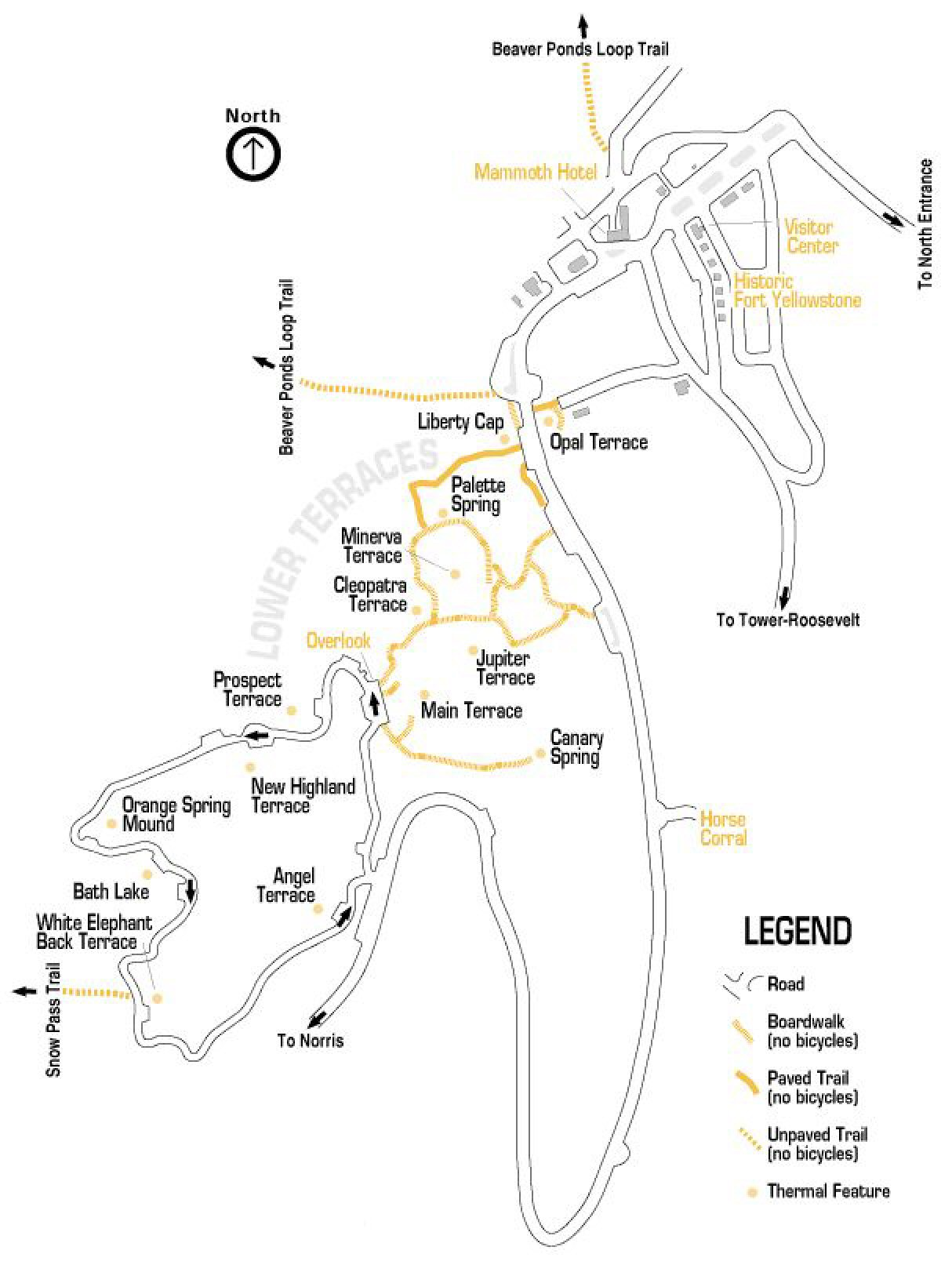
Plan Mammoth Hot Springs

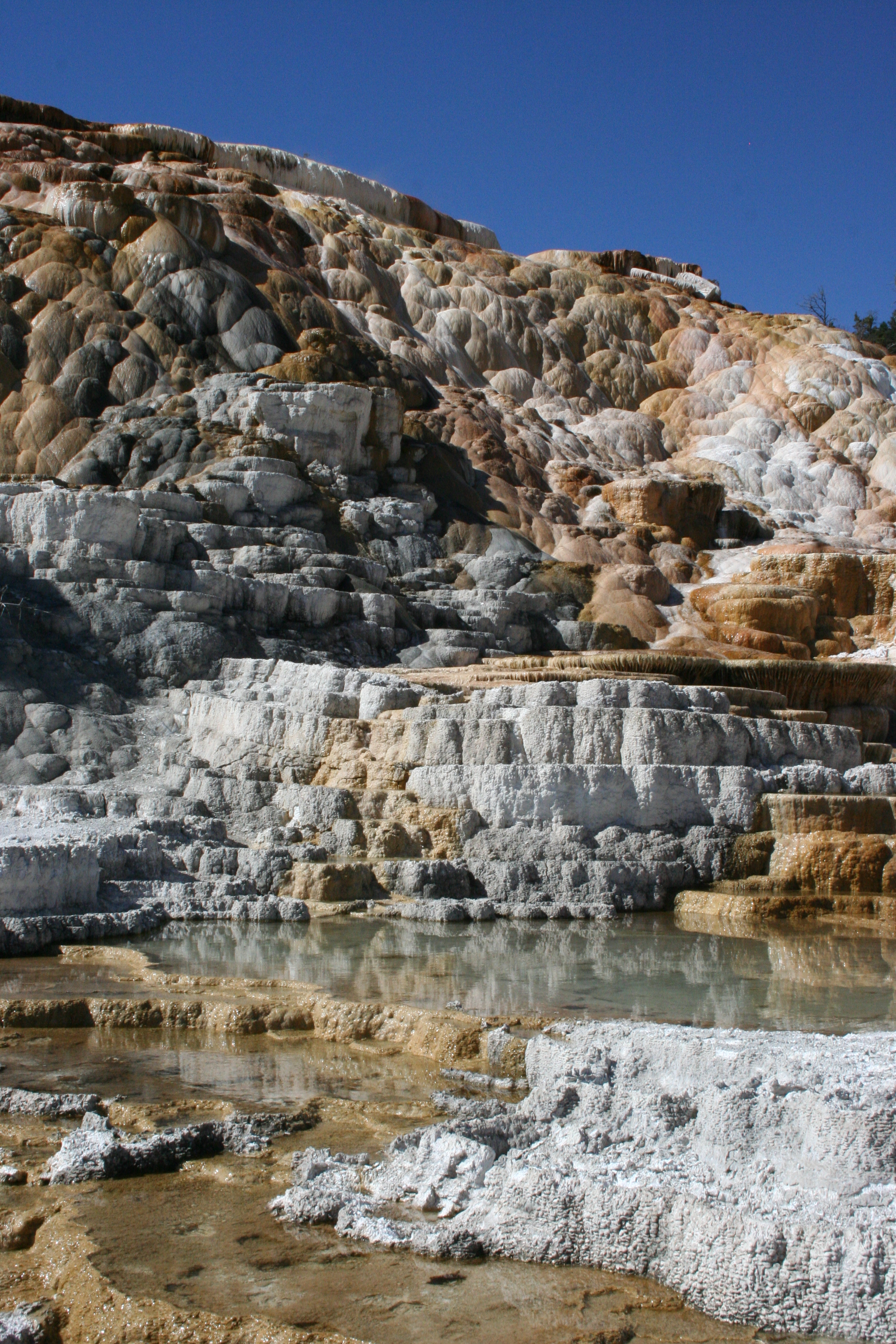
Tarasy trawertynowe Mammoth Hot Springs

Mammoth Hot Springs − rozległy  kompleks gorących źródeł znajdujący się na trawertynowych wzgórzach w północnej części Parku Narodowego Yellowstone w Wyoming w Stanach Zjednoczonych. W jego bezpośrednim sąsiedztwie znajduje się Fort Yellowstone oraz historyczna osada Mammoth Hot Springs. Kompleks powstawał przez tysiące lat na skutek osadzania się węglanu wapnia wypłukiwanego ze skał przez gorące wody.  Źródlane wody, o temperaturze około 80 °C, zawierające także śladowe ilości innych minerałów, schładzając się na powierzchni utworzyły białe, czasem biało-brązowe lub biało-rude nacieki i skorupy, a także efektowne terasy. Barwy tarasów ulegają zmianie w różnych porach roku w zależności od intensywności wypływania wody a także od rodzaju glonów i sinic znajdujących się w wodzie.

## Geografia
Mammoth Hot Springs, tak jak cały Park Yellowstone znajduje się na wyżynie Yellowstone wzniesionej około 2400 m nad poziom morza. Od północnej strony źródła Mammoth osłonięte są pasmem górskim Absaroka Range oraz lasami i pasmem górskim Gallatin Range. Od wzgórz Mammoth oddziela je historyczna jednostka wojskowa Fort Yellowstone oraz rzeka Yellowstone. Od wschodu góruje nad tarasami Mount Everts należący do Absaroka Range. Dalej znajduje się wyżyna Blacktail Deer poprzecinana dopływami rzeki Yellowstone. Od południa znajduje się wyżyna Yellowstone, której najwyższym szczytem w tej części parku jest Bunsen Peak. Od wschodu do Mammoth Hot Springs przylega dolina rzeczna Gardner Hole jednego z dopływów Yellowstone, rzeki Gardner. Za doliną znajdują się pasma górskie Madison Range i Galltin Range.

Widok Mammoth Hot Springs z historycznym Fortem Yellowstone w tle

## Geologia
Cała wyżyna Yellowstone znajduje się na styku dwóch płyt tektonicznych i jest ostatnim widocznym skutkiem ich ruchu trwającego od 17 milionów lat. Jego rezultatem jest największy obszar wulkaniczny Północnej Ameryki nazwany superwulkanem. Park Yellowstone leży na terenie krateru wulkanicznego utworzonego 640 tysięcy lat temu przez napierające na siebie płyty tektoniczne. Skorupę ziemską tworzą w znacznej mierze oprócz znajdujących się skał osadowych będących pozostałością pradawnego morza także popioły, skały i inny materiał piroklasyczny. Z utworzonej podczas ruchu płyt tektonicznych komorze magmowej, która z każdym wybuchem wulkanu częściowo zapada się, wydobywa się lawa. Materiał ten doprowadził do powstania wyżyny, jednak pod jej powierzchnią wciąż aktywne są potężne pokłady rozgrzanej magmy podgrzewające teren.

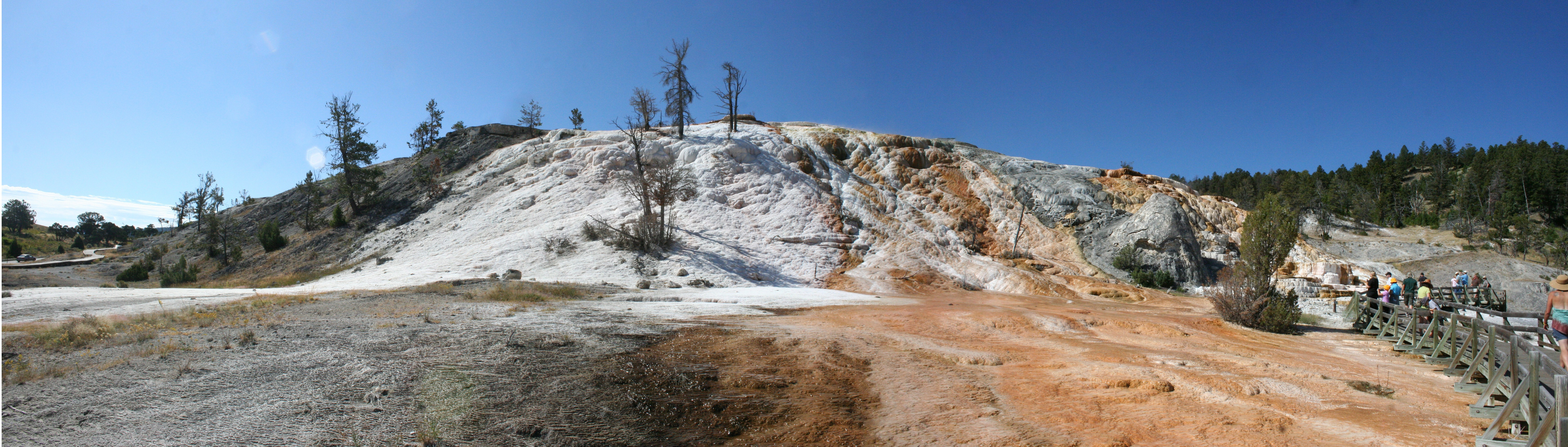
Mammoth Hot Springs - widok z dolnych chodników spacerowych

Źródła Mammoth zlokalizowane są w  Norris Geyser Basin, i należą do najgorętszych w parku dzięki szczególnej bliskości komory z rozgrzaną lawą. Trzęsienie ziemi w 1959 roku doprowadziło do powstania uskoku Norris-Mammoth w płytach tektonicznych, który stał się przyczyną uaktywnienia i kolejnych dynamicznych zmian na tarasach Mammoth. Obecnie woda źródlana, pochodząca z opadów deszczu i śniegu na otaczające wyżyny i góry spływa w głąb i kumuluje się w uskoku. Pokłady węglanu wapnia osadzone w okresie od 75 - 30 mln lat temu na dnie Morza Środkowego Zachodu są wypłukiwane przegrzaną pod ciśnieniem wodą. Przesączająca się woda gruntowa wchodzi w reakcję z tymi skałami w wysokiej temperaturze zawdzięczanej bliskości komory magmowej. Słaby kwas węglowy to wynik rozpuszczenia w wodzie dwutlenku węgla. Wchodzące w skład roztworu duże ilości wapienia po wypłynięciu na powierzchnię ziemi i ostygnięciu krystalizują się tworząc osadowe tarasy z trawertynu. Dwutlenek węgla łatwo ulatnia się z roztworu podczas jego stygnięcia. Woda wypływając średnio w 50 miejscach naraz na powierzchnię tworzy spektakularne tarasy. Mogą one łatwo zmieniać wygląd w zależności od intensywności wypływania roztworu, zmian temperatury oraz ilości pokładów skał. Wyschnięty trawertyn szybko traci swoją formę ulegając erozji, kolor także zmienia się na szary. Najintensywniejsze „budowanie” nowych form obserwuje się wiosną, gdy ze stopionych pokładów śniegu spływa duża ilość wody do uskoku, jednocześnie wypłukując więcej skał wapiennych.
Teren Mammoth Hot Springs nosi także ślady po zlodowaceniu plejstoceńskim, najmłodszym ze zlodowaceń. Na szycie tarasów odkryto glinę lodowcową znajdującą się na formacjach trawertynowych. Świadczy to o tym, że już przed zlodowaceniem źródła Mammoth wypłukiwały węglan wapnia w wysokiej temperaturze tworząc tarasy. Pozostałością po lodowcu są także kemy − Capitoll Hill i Dude Hill znajdujące się na terenie osady Mammoth. 
Kolory osadu na powierzchni tarasów uzależnione są od temperatury i sinic oraz innych mikroorganizmów. Chłodniejsza woda przybiera kolor pomarańczowy, brązowy oraz żółty za sprawą alg; bakterie termofilne natomiast są przyczyną zielonego, niebieskiego lub turkusowego koloru gorącej wody.
Najbardziej popularną częścią Mammoth Hot Springs są Tarasy Minervy (Minerva Terraces), jednak po ostatnim silnym trzęsieniu ziemi w 1959 roku oraz po serii dużo słabszych wstrząsów obserwowanych w 2010 i 2011 roku kanały wypychające roztwór wodny przesunęły się powodując stopniowe wysychanie i erozję tego kompleksu. Pobliska historyczna osada Mammoth Hot Springs zbudowana została w 1891 roku na wyschniętych już jakiś czas tarasach (Hotel Terrace), prawdopodobnie wskutek trzęsień ziemi w XIX wieku, o których niewiele wiadomo.

## Nazwy poszczególnych formacji wchodzących w skład Mammoth
- Angel Spring 1
- Angel Spring 2
- Angel Spring 3
- Aphrodite Terrace
- Baby Terrace
- Bath Lake
- Blue Springs (Hot Spring)
- Canary Spring
- Cavern Terrace
- Ceder Tree Spring
- Cheops Mound
- Cleopatra Spring and Terrace
- Cupid Spring
- Dedolph Spring-a
- Dedolph Spring-b
- Dedolph Spring-c
- Devil's Kitchen Springs (The Sodas)
- Devils Thumb (Hot Spring)
- Fan Spring
- Fissure Ridge
- Glen Springs
- Highland Terrace
- Hymen Spring and Terrace
- Ladies' Lake
- Liberty Cap (Hot Springs)
- Little Burper
- Little Joker and spring
- Little Lucifer
- Main Spring(s) and Terrace
- Marble Terrace
- Minerva Spring and Terrace
- Mound Terrace
- Naid Spring
- Narrow Gauge Spring and Terrace
- New Blue Spring
- New Highland Terrace
- New Pallette Springs
- Opal Terrace and Spring
- Orange Spring Mound
- Painted Pool
- Palette Spring and Terrace
- Paperpicker Spring
- Poison Cave
- Poison Spring (Gaseous Hot Spring)
- Prospect Spring(s)
- Pulpit Terrace
- Rath Spring and Terrace
- Reservoir Springs
- River Styx-a
- River Styx-b
- Sidewalk Spring
- Soda Spring (Bargar-Allen & Day)
- Squirrel Springs and Squirrel Ridge
- Sulpher Pits
- Sulpher Spring
- Tangerine Spring
- The Buttress
- The Esplanade (Hot Spring)
- The Grottos
- Trail Springs
- White Elephant Back Springs & Terrace